# Бондарчук Микола Федорович
Микола Федорович Бондарчук (1941 — ?) — молдавський радянський державний і комуністичний діяч, секретар ЦК КП Молдавії, 1-й секретар Бендерського міського комітету КП Молдавії. Депутат Верховної Ради Молдавської РСР 9-го та 11-го скликань. Член ЦК Комуністичної партії Молдавії.

## Життєпис
У 1964 році закінчив Одеський політехнічний інститут.
У 1964—1965 роках — регулювальник радіоапаратури на одному із підприємств міста Дніпропетровська.
У 1965—1971 роках — інженер спеціального конструкторського бюро, старший інженер відділу приладів і засобів автоматизації, заступник начальника відділу електротехнічних виробів і кабельної продукції Головного управління Ради міністрів Молдавської РСР із матеріально-технічного постачання.
Член КПРС з 1968 року.
У 1971—1973 роках — інструктор організаційно-інструкторського відділу Управління справами Ради міністрів Молдавської РСР.
У 1973—1976 роках — голова виконавчого комітету Бендерської міської ради депутатів трудящих Молдавської РСР.
У 1976—1978 роках — слухач Вищої партійної школи при ЦК КПРС у Москві.
У 1978—1980 роках — секретар Молдавської республіканської ради професійних спілок.
У 1980—1985 роках — 1-й секретар Бендерського міського комітету КП Молдавії.
У 1985—1986 роках — інструктор в апараті ЦК КПРС у Москві.
22 жовтня 1986 — 11 травня 1989 року — секретар ЦК КП Молдавії.
Подальша доля невідома.

## Нагороди
- ордени
- медалі